# Château de Mirmande
 (février 2010).
Si vous disposez d'ouvrages ou d'articles de référence ou si vous connaissez des sites web de qualité traitant du thème abordé ici, merci de compléter l'article en donnant les références utiles à sa vérifiabilité et en les liant à la section « Notes et références ».
Le château de Mirmande est un château en ruine situé à l’ouest de Saint-Jean-Lachalm, dans le département de la Haute-Loire, en région Auvergne-Rhône-Alpes. 

## Histoire
Il s'élevait sur un monticule  situé à l'ouest de la route allant du Puy à Saint-Jean-de-Lachalm (nommé sur des documents anciens Lacbalm). Sa chapelle, dédiée à saint Pierre existait déjà en 1096, année où elle est donnée à un prieuré et encore en 1346.
Le château aurait été détruit au XVe siècle, mais un mandement persista jusqu'à la révolution,.

## Situation
À 1 km à l'ouest de Saint-Jean-Lachalm, vers les gorges de l'Allier, un chemin y mène signalé par des panneaux. On peut voir en arrivant un fossé à fonction défensive qui est sûrement antérieur au château.

## Architecture
Il n'en reste qu'un pan de muraille qui se visite librement.
Aujourd'hui, une via ferrata a été installée sur le site du château.